# Amicale laïque Plonéour-Lanvern
L'Amicale laïque Plonéour-Lanvern, section Rink-Hockey est un club de rink hockey situé à Plonéour-Lanvern en Bretagne et fondé officiellement en 1986 par Hugues Bodéré, professeur d'EPS à Quimper. Le club évolue dans le championnat de Nationale 1, le plus haut niveau du championnat français jusqu'en 2018, mais évolue par la suite en Nationale 3 après renoncé à participer aux championnats de Nationale 1 et de Nationale 2. 

## Histoire
Le club engage ses premières équipes de jeunes (poussins et minimes) dans le championnat de Bretagne-Sud lors de la saison 1987-1988. L'équipe poussine remporte pour la première fois le championnat de Bretagne-Sud lors de la saison 1989-1990 mais perd en finale du championnat de Bretagne contre le club de Quintin. 
En 1993-1994, l'équipe minimes remporte pour la 1ère fois le championnat de Bretagne en battant Quintin en finale. Elle est ensuite battue par le club de la Vendéenne en phase éliminatoire du championnat de France. 
La première équipe senior du club est constituée lors de la saison 1998-1999 et s'engage dans le championnat de Bretagne régional. 
À la fin de la saison 2000-2001, après une première participation à une finale de championnat de France (catégorie poussins), Hugues Bodéré, président du club depuis son origine cède se place de président à Guy Gadonna. 
En 2010-2011, Plonéour évolue dans la poule Nord du championnat de Nationale 2. 
En 2011, les débuts en Nationale 1 sont difficiles avec quatre défaites d'affilée en début de saison. Pol Corlay est capitaine de l'équipe après le départ de Brendan Gadonna à Aix-les-Bains. 
En 2013, Duarte Delgado arrive au club au poste d'entraineur joueur avec l'ambition d'accéder au plus haut niveau après y avoir échoué au cours de la saison précédente. Dès la fin de la saison l'objectif est atteint en obtenant en sus, sa deuxième victoire en championnat de France de National après son titre de 2010 après avoir dominé le championnat avec un écart allant jusqu'à 18 points d'avance sur son dauphin. Pour préparer la montée en première division, trois joueurs sont recrutés à savoir, Daniel Felix, André Ramos, Marcos Pinto. L'équipe parvient à rester en Nationale 1, mais échoue à se qualifier en compétition européenne, et recrute deux nouveaux joueurs, Lucien Le Berre et Pierre Lucas. En 2016, Duarte Delgado est toujours entraineur joueur de l'équipe première du club. Durant cette saison 2016-2017, deux clubs finistériens évoluent simultanément au plus haut niveau. 
À la fin de la saison 2017-2018, l'équipe qui évolue toujours en Nationale 1 termine neuvième du championnat, mais choisit volontairement d'être reléguée,. En 2019, l'équipe première évoluant désormais en Nationale 3 décline la montée en Nationale 2 pour la saison 2019-2020, bien qu'Yves Le Carre est annoncé que le club n'a pas « vocation à rester en N3 [qui n'est qu'] une étape transitoire ».
| Saison    | Championnat | Classement |
| --------- | ----------- | ---------- |
| 2009-2010 | Nationale 2 | 4e         |
| 2010-2011 | Nationale 2 | 1er        |
| 2011-2012 | Nationale 1 | 11e        |
| 2012-2013 | Nationale 2 | 3e         |
| 2013-2014 | Nationale 2 | 1er        |
| 2014-2015 | Nationale 1 | 8e         |
| 2015-2016 | Nationale 1 | 9e         |
| 2016-2017 | Nationale 1 | 10e        |
| 2017-2018 | Nationale 1 | 9e         |
| 2018-2019 | Nationale 3 | 1er (4e)   |
| 2019-2020 | Nationale 3 | 2e         |

L'amical laïque est dissous en 2025. 

## Infrastructure
Le club évolue dans la salle omnisports de Plonéour-Lanvern qui possède un revêtement en résine et une surface de jeu de 40 m sur 20 m.

## Palmarès

### Équipe Senior Masculine
Champion de France de Nationale 2 : 2010 et 2014.

#### Parcours en coupe de France
- 2015-2016 : Éliminé en demi-finale face à La-Roche-sur-Yon lors du final 4 à Ploufragan[12]
- 2014-2015
- 2013-2014 : Éliminé en huitième de finale face à La Roche-sur-Yon (3-9)
- 2012-2013 : Éliminé en quart de finale face à La Roche-sur-Yon (2-7)
- 2011-2012 : Éliminé en huitième de finale face à Quévert (3-6)
- 2010-2011 : Éliminé au deuxième tour face à Créhen (2-4)
- 2009-2010 : Éliminé en quart de finale face à Ploufragan (4-2)
- 2008-2009 : Éliminé en huitième de finale face à Quévert (2-5)
- 2007-2008 : Éliminé en tour préliminaire face à Ploufragan (1-3)
- 2006-2007 : Éliminé en quart de finale face à Saint-Brieuc (5-2)
- 2005-2006 : Éliminé en huitième de finale face à Noisy-le-Grand (1-2)
- 2004-2005 : Éliminé en huitième de finale face à Mérignac (4

## Effectif
Effectif pour la saison 2014-2015 lors de la saison en Nationale 1
| Nom                 | Poste                        | Nationalité sportive | Sélections | Arrivé en     | Club précédent                   |
| ------------------- | ---------------------------- | -------------------- | ---------- | ------------- | -------------------------------- |
| Sylvain Cheze       | Gardien                      | France               | -          | 2014          | AL Ergué-Gabéric                 |
| Marcos Alameda      | Gardien                      | Argentine            | Argentine  | 2012          | E San Juan (D1 argentine)        |
| Lucien Le Berre     | Joueur de champ              | France               | -          | 2015          | AL Ergué-Gabéric                 |
| Pol Corlay          | Joueur de champ et Capitaine | France               | -          | 2011          | AL Ergué-Gabéric                 |
| Ignasi Lopez Garcia | Joueur de champ              | Espagne              | -          | 2016          | Shum Maçanet                     |
| Damien Peillet      | Joueur de champ              | France               | -          | Formé au club | -                                |
| Daniel Félix        | Joueur de champ              | Portugal             | -          | 2014          | A Alcobacense CD (D2 portugaise) |
| Génies Cristia Piug | Joueur de champ              | Espagne              | -          | 2016          | Pieve Italie                     |
| Joan Mangas Col     | Joueur de champ              | Espagne              | -          | 2016          | Aix-Les-Bains                    |
| Pierre Lucas        | Joueur de champ              | France               | -          | 2015          | AL Ergué-Gabéric                 |
| Eliaz Abiven        | Joueur de champs             | France               | -          | Formé au club | -                                |
| Ewen Lefebvre       | Joueur de champ              | France               | -          | Formé au club | -                                |

Coach :  France Hervé Lucas